# Calamotropha discellus
Calamotropha discellus là một loài bướm đêm trong họ Crambidae.